# Ingrid Michaelson
Ingrid Ellen Egbert Michaelson (* 8. prosince 1979, Staten Island, New York, New York, USA) je americká indie popová zpěvačka-skladatelka. 
Její hudba se pravidelně objevuje v několika televizních seriálech, například The Vampire Diaries, Scrubs, Sběratelé kostí, Chirurgové The Big C, In Plain Sight, a One Tree Hill.

## Životopis
Michaelson se narodila do umělecké rodiny – její otec, Carl Michaelson, je hudební skladatel („The Praise of Christmas“) a její matka, Elizabeth Egbert, je sochařka. Její matka je nizozemského původu. Ingrid Michaelson začala hrát na klavír ve svých 4 letech a docházela do svých 7 let na manhattanskou Third Street Music School. V dalších letech navštěvovala Dorothy Delson Kuhn Music Institute v židovském komunitním centru na Staten Islandu. Zde se seznámila s učitelkou zpěvu Elizabeth McCullough, která ji učila během studia střední školy. Je absolventkou Staten Island Technical High School a Binghamton University. V době studia na Binghamton University byla členkou tamější hudební kapely a také herecké komediální skupiny pod vedením Sue Peters. Své vzpomínky na toto období jejího života zmínila v písni „The Hat“. Jako dítě byla členkou dětské herecké skupiny s názvem „Kids On Stage". Později se stala její režisérkou.

## Hudební kariéra

### 2002–2005: Začátky a albumSlow The Rain
Michaelson začala nahrávat svou vlastní hudbu v roce 2002, kterou propagovala pomocí Myspace a dalších podobných internetových stránek. Svá první vystoupení měla v kavárnách a na menších veřejných prostranstvích New Yorku. Své první album „Slow The Rain“ vydala prostřednictvím vlastního labelu Cabin 24 Records. Album začala prodávat na svých koncertech a krátký čas bylo album dostupné i na amazon.com.

### 2006–2008:Girls & Boys
V roce 2006 vydala Michaelson nezávisle na vydavatelství své v pořadí druhé album s názvem Girls and Boys . Toto album měla stejně jako předchozí dostupné na Myspace. Zde si ho všiml producent televizního seriálu Chirurgové. Ten ji poté kontaktoval a společně se domluvili na spolupráci. S úmyslem udržet si všechny výhody nezávislého umělce podepsala smlouvu se společností Original Signal Recordings, která jí zajistila marketing a distribuci jejího nového alba. S pomocí Original Signal velkoplošně vydala reedici tohoto alba. Díky tomu se umístilo v hitparádě Billboard charts na 63. místě  a obdrželo kladné recenze.

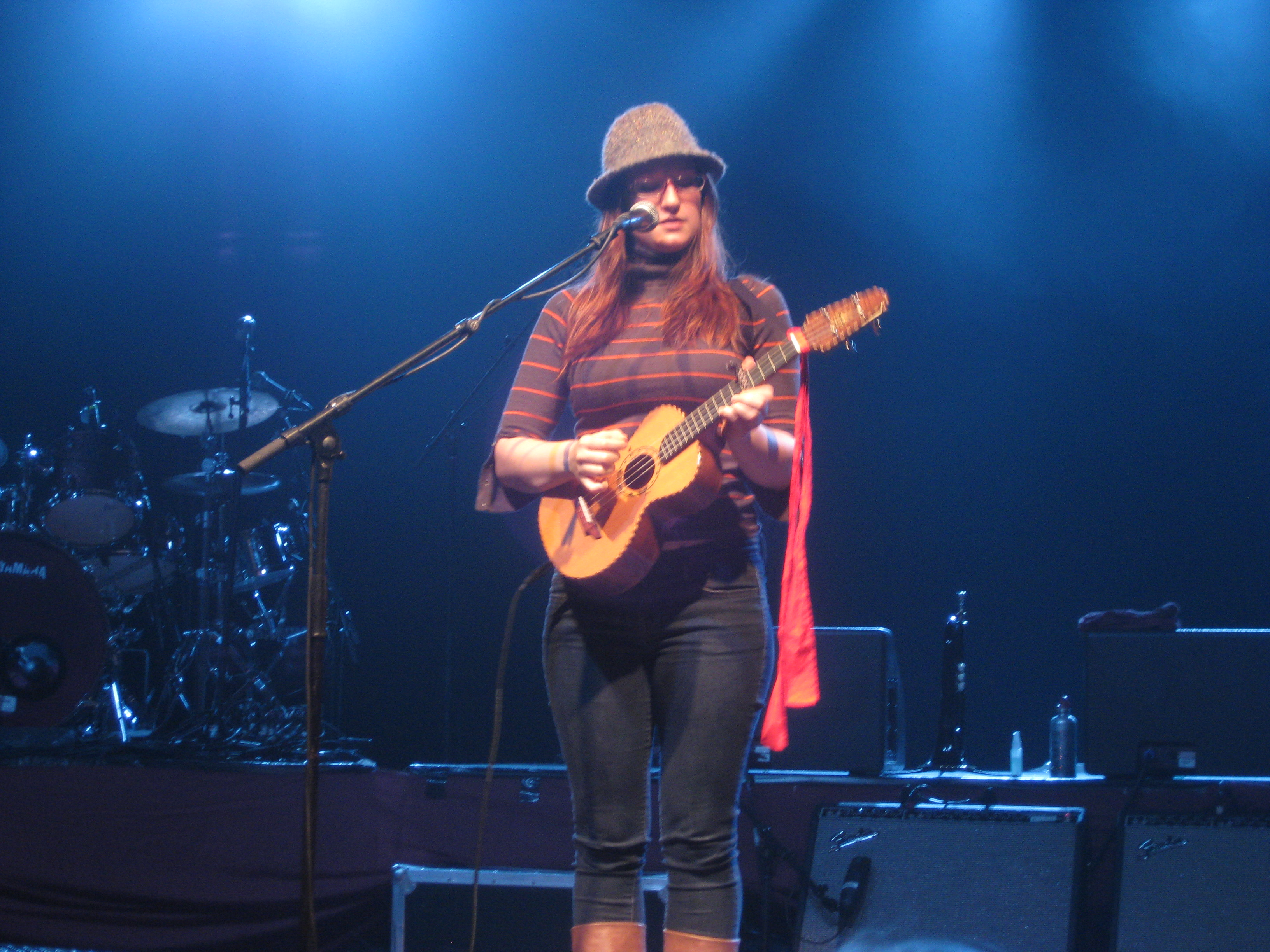
Koncert ve Švédsku, září 2008

### 2008–2011:Be Ok,Everybody
V roce 2008 vyšlo její v pořadí 3. album a zároveň první kompilační album Be OK. Toto album startovalo jako číslo 35 v hitparádě Billboard Charts a od kritiků sklidilo pozitivní reakce. Stejnojmenný singl Be OK se objevil v několika reklamách a seriálech. V roce 2009 vydala Ingrid Michaelson další, v pořadí již čtvrté album Everybody. Everybody stejně jako její předchozí album sklidilo i Everybody pozitivní reakce a umístilo se na 18. místě hitparády Billboard. Píseň s názvem Maybe zazněla v několika televizních pořadech.

### 2012–současnost:ParachuteaHuman Again
V roce 2010 digitálně vydala píseň Parachute, který později převzala Cheryl Cole a vydala ho na svém albu s názvem 3 Words. Své zatím poslední, v pořadí páté, album vydala Michaelson v roce pod názvem Human Again. Album Human Again zahájilo své působení v hitparádě Billboard na pátém místě. Od kritiků sklidila tato deska velmi pozitivní reakce, kritici velmi chválili unikátní zvuk tohoto alba. Následující šňůra koncertů k tomuto albu, The Human Again Tour, byla skoro každý večer naprosto vyprodaná.

## Spolupráce
V roce 2006 spolupracovala s William Fitzsimmonsem na jeho albu Goodnight, které bylo vydáno tentýž rok.
Michaelson je velkou přítelkyní zpěvačky Sary Bareilles, se kterou napsala a nazpívala píseň „Winter Song“, který se objevil na albu The Hotel Café Presents Winter Songs, kompilaci originálních i klasických vánočních písní. V prosinci roku 2010 zpívala píseň „Winter Song“ spolu s Bareilles na slavnostním rozsvícení vánočního stromu, kterého se zúčastnil mimo jiné i prezident Barack Obama s rodinou. „Winter Song“ dosáhl v roce 2011 druhé příčky v irské hitparádě Irish Singles Chart.
Michaelson nazpívala doprovodné vokály na albu „Take a Bow“ zpěváka Grega Laswella, které vyšlo 4. května 2010. Spolupracovala s ním na písních „Take Everything“, „My Fight (For You)“ a „Come Clean“.
V roce 2010 napsala spolu s Marshallem Altmanem píseň s názvem „Parachute“, kterou později nazpívala zpěvačka Cheryl Cole a vydala ji na svém debutovém albu 3 Words. Michaelson tento song nevydala sama, protože jí nezněl moc dobře. Po přepracování na zajímavější, funky verzi ho vydala na albu „Everybody“.

## Osobní život
V srpnu roku 2011 se vdala za muzikanta Grega Laswella. Společně obývají byt v Brooklynu s Border teriérem, Shep Proudfoot.